# Igaly Diána
Igaly Diána (Budapest, 1965. január 31. – Budapest, 2021. április 8.) magyar sportlövő, olimpiai bajnok és olimpiai bronzérmes skeetlövő.

## Sportpályafutása
Édesapja, Igaly József válogatott sportlövő volt, aki 1976-ban politikai okokból, pártonkívülisége miatt nem utazhatott a montreali olimpiára. Tízéves sem volt, amikor gyakorolni kezdte a lövést, 15 évesen igazolt versenyző lett. 1982-ben a magyar bajnokságon harmadik volt. Első nagy sikerét az 1983-as junior Európa-bajnokság hozta, amelyet megnyert. A felnőtt Eb-n kilencedik helyezett volt. 1983-ban és 1984-ben magyar bajnok volt. Az 1984-es junior Európa-bajnokságon második helyezett volt. 1986 és 1988 között ismét magyar bajnok lett.
Az 1989-es vb-n csapatban harmadik, egyéniben 12. lett. Egy évvel később világbajnokságot nyert csapatban. Egyéniben tizedik helyen zárt. Ugyanebben az évben az Európa-bajnokságon csapatban második, egyéniben harmadik volt. 1991-ben az ob-n 3. volt. A világbajnokságon csapatban harmadik, egyéniben 8. lett. Az Európa-bajnokságon mindkét versenyszámban aranyérmet szerzett. Az 1992-es magyar bajnokságon második helyezést ért el. Az Európa-bajnokságon csapatban második, egyéniben kilencedik volt. Az 1992-es olimpián még 42. helyezést ért el férfiak között, meghívott női versenyzőként.
Az 1993-as Eb-n skeet csapatban első, egyéniben ötödik volt Dupla trapban 20., csapatban 6. lett. Az ob-n skeetben első dupla trapban harmadik lett. A vb-n dupla trapban 31., csapatban 9. volt. A következő évben Európa-bajnok lett csapatban, harmadik egyéniben. A vb-n dupla trapban 13., csapatban 10. volt. Skeet csapatban világbajnok, egyéniben második volt. 1995-ben az Eb-n negyedik volt skeet egyéniben, csapatban aranyérmet szerzett. Dupla trapban huszonegyedikként zárt. A világbajnokságon skeet csapatban második, egyéniben harmadik, dupla trapban 29. volt. Az ob-n skeetben és dupla trapban is első lett.
1997-ben Az Eb-n negyedik volt csapatban, 10. egyéniben skeetben. Az ob-n skeetben lett első. A következő évben az Eb-n skeet csapatban negyedik, egyéniben tizenharmadik volt. A barcelonai vb-n egyéiben első, csapatban negyedik volt. Az ob-n megvédte tavalyi elsőségét. Az év magyar sportolónője szavazáson második volt. 1999-ben skeetben negyedik, dupla trapban 23. lett a vb-n. Az Európa-bajnokságon skeet egyéniben negyedik, csapatban 5., dupla trappban 16. helyezett lett. Az ob-n skeetben és dupla trappban szerzett aranyérmet. 2000-ben 7. volt az előolimpián. Az Európa-bajnokságon egyéniben és csapatban is második volt. A sydneyi olimpián a selejtezőben második volt. A döntőben szétlövés után szerezte meg a bronzérmet. Az év magyar női sportolója szavazáson negyedik volt.
2001-ben a kairói vb-n skeet egyéniben hetedik, csapatban hatodik volt. Az Európa-bajnokságon egyéniben 12., csapatban 6. lett. Az OB-n skeet és dupla trap bajnok lett. Egy év múlva Eb ezüstérmes lett skeet csapatban, nyolcadik egyéniben. A világbajnokságon egyéniben első, csapatban harmadik volt. A magyar bajnokságban skeetben szerzett elsőséget. Októberben második volt a vk döntőjében. Az év magyar sportolónője szavazáson negyedik volt. 2003-ban 14. volt skeet egyéniben, harmadik csapatban. A vb-n egyéniben bronzérmes, csapatban nyolcadik volt. A következő évben csapatban negyedik, egyéniben 16. volt a vb-n. Az olimpián megnyerte a skeet alapversenyét, majd a döntőben hibátlanul teljesítve szerezte meg az aranyérmet, a magyar sportlövészek közül 24 év után első nőként. Az év magyar sportolónője szavazáson harmadik volt.
2005-ben 12. volt az Eb-n. A 2006-ban gondjai voltak az edzéslehetőségekkel (Ezután több éven át nem volt megfelelően rendezve ez a gond) és sérülés is hátráltatta a felkészülését. A zágrábi vb-n 23. volt. Az Európa-bajnokságon 12., csapatban hatodik volt. A következő évben a lonatói vk versenyen megszerezte az olimpiai induláshoz szükséges kvótát. A granadai Eb-n 14. volt, csapatban hatodik. A vb-n egyéniben 19. helyen zárt. 2008-ban az olimpiára készülő magyar sportolók nevében Igaly tett olimpiai fogadalmat. Az Európa-bajnokságon ötödik volt. A pekingi olimpián nem jutott a döntőbe és 13. helyezést ért el.
A 2009-es és a 2010-es évet kihagyta, nem indult el világversenyen és az ob-n sem. 2011 februárjában jelentette be visszatérését. Áprilisban 26. volt a pekingi kvótaszerző versenyen. Az ob-n nem indult, mivel azzal egyidőben világkupa versenyen szerepelt. Utolsó lehetősége az olimpiai indulás kivívására a belgrádi koronglövő-világbajnokság volt, de 24. helye nem volt elegendő ehhez.
2012 áprilisában a MOB sportolói bizottságának tagja lett. 2013 novemberétől a magyar koronglövők szakágvezetője lett.
Törökbálinton élt. 2007-ben édesapja emlékére megalakult az Igaly József Lövészklub, ahol a SKEET lövészet utánpótlás nevelése folyik. Ennek érdekében a budaörsi lőtér 2012-ben szponzorok segítségével és önerőből felújításra került. 2019-ben  életműdíjat kapott a Magyar Sportlövők Szövetségétől.
2021. április 6-án családja kérésére a Magyar Sportlövők Szövetsége közleményben tudatta, hogy koronavírusos megbetegedés miatt kórházba került. 56 éves korában hunyt el. Temetése 2021. május 11-én volt Törökbálinton.

## Díjai, elismerései
- Az év magyar sportlövője (1994, 1998, 1999, 2000, 2002, 2004)
- Magyar Köztársasági Arany Érdemkereszt (2000)
- A Magyar Köztársasági Érdemrend tisztikeresztje (2004)
- Törökbálint díszpolgára (2004)[22]
- Athén díszpolgára (2005)
- Magyar Sportlövők Szövetségének Életműdíja (2019)[23]
- Prima Primissima Díj - Budapesti és Pest megyei príma díj (2018)[24]